# دانش

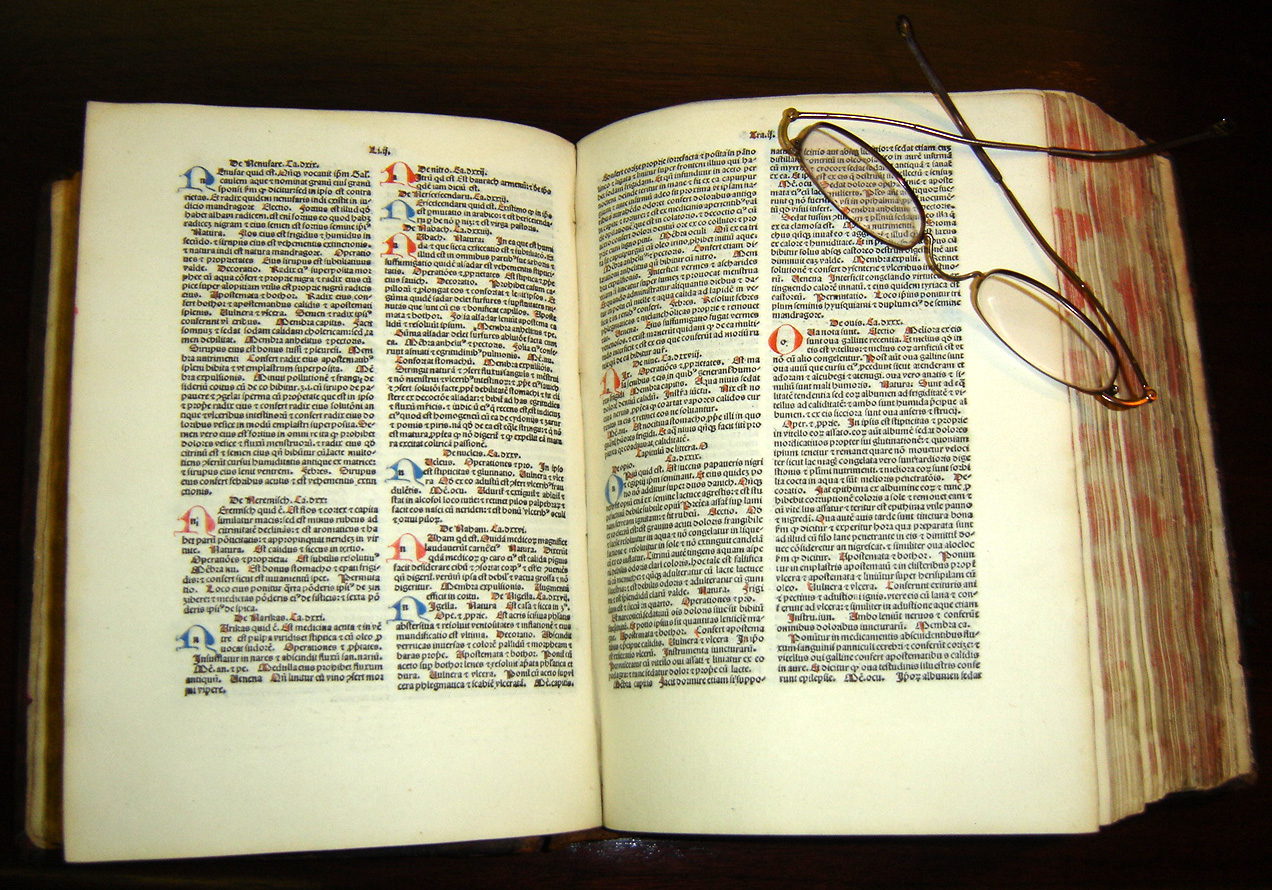
نسخه‌ای از کتاب قانون ابن سینا به زبان لاتین، چاپ ۱۴۸۴ میلادی در مخزن کتب نفیس کتابخانه مرکز علوم درمانی دانشگاه تکزاس در سن‌آنتونیو

دانش یا معرفت (به انگلیسی: Knowledge) آشنایی، آگاهی، یا درک فرد یا چیزی مانند حقایق، اطلاعات، شرح یا مهارت‌ها است که از طریق تجربه یا آموزش از طریق ادراک، کشف یا یادگیری به دست می‌آید. علم دانش‌شناسی، با سه عنصر داده، اطلاعات و دانش سر و کار دارد. به عبارت دیگر، دانش‌شناسی به بحث و بررسی پیرامون دانش و عناصر سازنده آن، یعنی داده و اطلاعات می‌پردازد.
در یونان باستان، سقراط، سپس افلاطون و پس از او، ارسطو، به مخالفت با آرای پیشینیان پرداخته و اصول و قواعدی را به منظور مقابله با مغالطات، درست‌اندیشیدن و سنجش استدلال‌ها تدوین کردند.
در قرن پانزدهم میلادی، پژوهشگران در سراسر اروپا و خاورمیانه، قفسه‌های غبار گرفتهٔ ساختمان‌های قدیمی را جستجو کردند و دست‌نوشته‌های یونانی و رومی را پیدا کردند. در نتیجه، نوشته‌های باقی‌مانده از نویسندگان کلاسیک از جمله افلاطون، سیسرو، سوفوکل و پلوتارک به دوران رنسانس رسید. مطالعهٔ این آثار، دانش نو نام گرفت. در آن زمان، ضمن احیای علاقه به نوشته‌های کلاسیک، به ارزش‌های فردی نیز توجه شد. این گرایش، انسان‌گرایی نام گرفت؛ زیرا طرفداران آن، به جای موضوعات روحانی، بیش از هر چیز، مسایل انسانی را در نظر گرفتند. انسان گرایی نیز مثل رنسانس، از ایتالیا ظهور کرد.

در رنسانس، گالیله، فیزیک (علم طبیعت) را از الهیات (علم فراطبیعت) مستقل دانست. از آن پس، تکیه‌گاه فیزیک، صرفاً خرد انسان بود. گالیله می‌گفت :
حقیقتِ طبیعت، همواره در برابر چشمان ماست. اما، برای فهم این حقیقت باید با زبان ریاضی آشنا بود. زبان این حقیقت، شکل‌های هندسی، یعنی دایره، بیضی و مثلث … است.
پس از آن، جریان فکری اصالت عقل، تحت تأثیر افکار افلاطون، توسط ریاضیدان و فیلسوف فرانسوی، رنه دکارت که پدر فلسفه جدید لقب گرفته، به وجود آمد. دکارت، خرَد بشری را به جای کتاب مقدس، سنت پاپ، کلیسا و فرمانروا قرار داد. دکارت، با این کار خویش، سوژه بزرگی آفرید.
یکی دیگر از اندیشمندان این جریان فکری، لایبنیتز (۱۶۴۶–۱۷۱۶) فیلسوف، ریاضیدان و فیزیک‌دان آلمانی است. او نخستین کسی بود که میان حقایق ضروری (منطقی) و حقایق حادث (واقعی) تمایز روشنی قائل شد.
بعد از جدا شدن راسل و جی.ای. مور از ایده‌آلیست‌ها و با پیگیری ویتگنشتاین که شاگرد راسل بود، اثبات‌گرایی شکل گرفت و تا دهه ۱۹۲۰ میلادی در اتریش، این جریان فکری ادامه داشت. طبق نظرات ایشان، فقط معرفتی، معنادار و مطابق با واقع است که تحقیق پذیر تجربی باشند. به قول آگوست کنت، پدر پوزییتویسم، چون گزارههای متافیزیکی قابل تجربه حسی نیستند، فلذا غیر علمی بوده و مربوط به تاریخ هستند. این جریان فکری، توسط اعضای حلقه وین تأسیس شد و فلسفه‌ای را که به وجود آوردند که پوزیتیویستم منطقی نام نهاده شد.
دانِش، عبارت است از مجموعه دانستنی‌هایی که بشر برای زندگی خود از آن‌ها بهره می‌گیرد. در زمان‌های قدیم دانش بشر محدود بود و گاهی حتی یک نفر می‌توانست بیشتر دانش بشری را در حافظه خود جای دهد. اما به تدریج با رشد معلومات، دانستنی‌های بشر طبقه‌بندی شدند و حوزه‌های مختلف و تخصصی دانش شکل گرفت.

## واژه‌شناسی
از لحاظ لغوی دانش اسم مصدر است و بن مضارع آن «دان» است (اسم مصدر حاصل مصدر است و بنابراین در فارسی دانش چیزی است که حاصل دانستن است) اما در اصطلاح ابتدا باید بین دانش (Knowledge) و علم (Science) تفاوت قائل شد.
از نظر رابطه منطقی می‌توان گفت که دانش (معادل Knowledge در فلسفه و شناخت‌شناسی حوزهٔ زبان انگلیسی) مجموعهٔ جامع‌تر و کلّی‌تری نسبت به علم (فقط معادل Science) بوده و علم می‌تواند به نحوی زیر مجموعهٔ دانش به‌عنوان تمامی آگاهی‌های انسانی تلقی شود.
در حوزهٔ زبان فارسی، دانش یا علم دربرگیرندهٔ تمامی گونه‌ها و حوزه‌های شناخت و آگاهی در عام‌ترین معنای خویش است.
در یک نگاه کلّی می‌توان گونه‌ها و حوزههای دانش بشری را به سه حوزهٔ کلان تقسیم نمود: ۱- هنر، ۲- فلسفه، و ۳- علم. برای آشنایی با هر حوزه از دانش بشری فراگیری مفاهیم، مبانی و نظریه‌های رایج در آن حوزه از دانش ضروری است.

## زوجیّت دانش
چنانچه دانش را دارای طبیعتی زوج و دو گونه در نظر بگیریم، هر دانشی هم از نوع سخت است (یعنی دانش قابل تعریف و نمایش)، و هم از نوع نرم (یعنی گونه غیرقابل ساختاردهی، بیان و نمایش). تنها میزان و درجهٔ این اختلاط دو گونه است که در دانش‌های گوناگون با هم تفاوت پیدا می‌کند.

## داده‌ها - اطلاعات - دانش
مفاهیم سه گانهٔ داده‌ها، اطلاعات، و دانش، و نیز نسبت‌ها و روابط آن سه با یکدیگر با ابهام و عدم شفافیت زیادی برای افراد گوناگون همراه است.

### داده‌ها
نسبت به اطلاعات، و دانش، داده‌ها در بالاترین تراز تجرید قرار دارند. این بدان معناست که واژه داده‌ها بسیار کلی است و هر چیزی را شامل می‌شود که داشته باشیم. برای داده‌ها بودن و داده‌ها خطاب شدن صفات یا خصوصیات زیادی لازم نیست.
مثال برای داده‌ها: شن، ماسه، ریگ، و خاک مخلوط با هم که از محل طبیعی آن برداشته شده، و با کامیون به ایستگاه شستشو و تفکیک حمل می‌شود.

### اطلاعات
جهت تبدیل داده‌ها به اطلاعات باید تغییرات، پردازش‌ها، یا اصلاحاتی روی آن‌ها انجام شود.
مثال برای پردازش اطلاعات:مصالحی مانند شن، ماسه، سیمان، تیرآهن، میل‌گرد (آرماتور)، لوله، رنگ، و گچ که به محل اجرای پروژه ساختمانی حمل و در آنجا جداگانه و به صورت موقت نگهداری شده
ودر انتظار تفکری است که آن‌ها را به‌صورتی صحیح ساماندهی نماید.

### دانش
عبور و گذار از اطلاعات به دانش، نیاز اعمال تغییراتی از نوع آفرینش و خلقت، ایجاد زندگی و منظور داشتن و در کنار یکدیگر نهادن هدفدار قطعات پراکندهٔ اطلاعات می‌باشد.
مثال برای دانش: خانه، بیمارستان، یا کودکستانی که با اهداف، جهت‌گیری‌ها، و منظورهای ویژه و آگاهانه‌ای ساخته شده و مهیای انجام و ارائه همان وظایف می‌شود.

## نمایش دانش
یکی از اصول بنیادین در زمینهٔ وسیع و همه‌جاگیر هوش مصنوعی را نمایش دانش تشکیل می‌دهد. با پیدایش و تولد اینترنت در آخرین سال‌های سدهٔ بیستم میلادی و نخستین سال‌های قرن جدید، نمایش دانش هم زندگی و حیاتی تازه یافته‌است، و در مقیاسی وسیع در میدان‌ها و عرصه‌های علمی و فنی نوینی حضور و لزوم پیدا کرده‌است.